# Sheree Atcheson
Sheree Atcheson, née le 28 février 1991 au Sri Lanka, est une informaticienne britannique et une experte en diversité et inclusion. Reconnue par le Financial Times et Computer Weekly (en) comme l'une des femmes les plus influentes dans le domaine de la technologie au Royaume-Uni, et lauréate de plusieurs prix internationaux, sa carrière la mène à des postes de responsabilité pour les politiques de diversité, équité et inclusion successivement chez Monzo (en), Peakon, Deloitte et Valtech.
Sara Atcheson est reconnue par Computer Weekly (en) comme l'une des femmes les plus influentes de la technologie britannique. Elle est l'ambassadrice mondiale de Women Who Code.

## Biographie

### Jeunesse et formation
Sheree Atcheson est née le 28 février 1991 au Sri Lanka. À l'âge de trois semaines, elle est adoptée par une famille modeste du comté de Tyrone en Irlande du Nord, où elle fréquente la St Patrick's Academy, Dungannon (en). Elle et son frère David, également adopté, sont les seules personnes de couleurs dans cet environnement rural. Elle déclare avoir souvent subi du racisme, parfois violent,,.
Elle étudie l'informatique à l'Université Queen's de Belfast où seulement une sur dix de ses co-étudiantes sont des femmes. Elle s'emploie depuis lors à améliorer l'accès des femmes à des études technologiques,.

### Carrière
Après avoir obtenu son diplôme, Sheree Atcheson travaille chez Kainos (en) comme ingénieure logiciel avant de passer à SR Laboratories. En 2016, elle rejoint Deloitte, où elle travaille comme consultante en stratégie et architecture. Elle est finalement promue responsable de l'inclusion et, à ce poste, participe à la conception et la mise en œuvre d'une stratégie d'inclusion du groupe. En 2019, elle est nommée responsable de la diversité et de l'inclusion chez Monzo (en), une banque en ligne, et y reste jusqu'en juin 2020,. En août 2020, elle est nommée directrice mondiale de la diversité, de l'équité et de l'inclusion chez Peakon puis cadre supérieure pour la diversité et l"inclusion chez Valtech, une agence de marketing numérique et technologique. 
Sheree Atcheson veut faire prendre conscience des opportunités que l'industrie technologique peut offrir et s'assurer que tout le monde - indépendamment du sexe, de la race ou de l'origine sociale - puisse en bénéficier et atteindre son plein potentiel de carrière. Elle attache beaucoup d'importance à l'éducation des jeunes générations sur les carrières potentielles dans le secteur des STIM. Elle développe des stratégies pour la diversité et l'inclusion personnalisées et axées sur les données, avec des objectifs clairs et des lignes de responsabilité pour intégrer le succès et l'inclusion. Elle défend le recrutement et la promotion des femmes dans l'industrie,.
Parallèlement à ses activités en entreprise, elle écrit pour Forbes et The Guardian,.

### Publication
En 2021, Sheree Atcheson publie Demanding More. Dans ce livre elle explique, à travers son expérience de jeune femme de couleur dans un milieu de travail essentiellement masculin et blanc, ce que sont la diversité et l'inclusion et ce que cela signifie dans l'expérience quotidienne de millions de personnes, au travail et dans la vie. Elle dénonce les préjugés, le manque de sensibilisation au privilège, soutient une stratégie d'alliance plutôt que l'intersectionnalité.

### Responsable d'associations
Sheree Atcheson participe à la création et au développement de Women Who Code au Royaume-Uni, une organisation à but non lucratif consacrée aux femmes dans la technologie,,. L'association compte plus de 8 000 membres. Sheree Atkinson est leur ambassadrice mondiale et siège désormais au conseil consultatif,,.

« Voyez-vous des gens qui vous ressemblent ou non? Tout le monde bénéficie-t-il des mêmes chances? C’est par là qu’il faut commencer. »

Sheree Atcheson fonde aussi l'organisation "I am Lanka", qui présente des personnalités influentes originaires du Sri Lanka qui peuvent servir de rôles modèle à d'autres,,. 
Son expertise en la matière l'amène à participer fréquemment à des séminaires ou formations sur les questions liées à l'inclusion sociale.

### Vie privée
Sheree Atcheson épouse Sean McCrory le 4 juin 2017 lors d'une cérémonie très médiatisée.
En 2017, elle entame des recherches pour retrouver ses parents biologiques et, à l'aide de News1st (en) et de tests ADN, elle se rend au Sri Lanka en novembre 2017 pour rencontrer sa mère biologique.

## Prix et distinctions
- 2014 : parmi les 25 femmes les plus importantes au Royaume-Uni en informatique, catégorie Rising Star[6].
- 2017 : sélectionnée par Computer Weekly comme l'une des femmes les plus influentes de la technologie britannique[25].
- 2018 : 35 under 35 de Management Today[26].
- 2019 : 
  - sélectionnée par WeAreTheCity comme l'une des étoiles montantes du Royaume-Uni[27].
  - diplômée de l'année de l'Université Queen's de Belfast[28] .
  - fait partie des 40 under 40 de One Young World[4].
  - listée comme l'une des 100 meilleurs leaders BAME du Financial Times influençant le secteur de la technologie[29].
  - Prix Women in Tech Employer of the Year dans le cadre des Women in Tech Employer Awards 2019 chez Deloitte[30].
- 2022 : 
  - Inspiring Fifty Europe[31].
  - 30 under 30 du Business Post[32].

## Publications
- Demanding more. Why Diversity and Inclusion Don't Happen and What You Can Do About It, Kogan Page, 2021  (ISBN 978-1398600447)